# Miyuki Yanagita
Miyuki Yanagita (Kanagawa, 11 de abril de 1981) é uma futebolista japonesa que atua como meia. Atualmente joga pelo Urawa Red Diamonds Ladies.

## Carreira
Yanagita fez parte do elenco da Seleção Japonesa de Futebol Feminino, nas Olimpíadas de 2004 e 2008.